# Imnul Național al Rusiei

Steagul Rusiei

Imnul Federației Ruse (rusă : Государственный гимн Российской Федерации, Gosudarstvenîi Gimn Rossiiskoi Federații) este imnul național al Rusiei. Muzica imnului, compusă de Alexander Alexandrov, a fost folosita ca imn sovietic dar cu versurile modificate de Serghei Mihalkov. A fost adoptat ca imn național în anul 2000 de președintele Vladimir Putin și înlocuia vechiul imn, Cântecul patriotic.
Înainte și după adopterea imnului, grupări liberale au susținut că readoptarea imnului sovietic întorcea Rusia înapoi în era sovietică. Versurile modificate nu făceau menționări despre ideile lui Lenin și nici despre "uniunea indestructibilă" a statului sovietic, însă vorbeau despre o țară vastă ca suprafață și resurse care va fi încredințată generațiilor viitoare.
Pe 13 martie, comunitatea creativă a Ucrainei împreună cu Roger Leao & 7CS au creat imnul Federației Ruse din sunetele războiului (bombardări și bombardamente) pentru a atrage atenția comunității mondiale.

## Versuri oficiale
| Limba rusă | Transliterare | Traducere literală |
| Россия – священная наша держава, Россия – любимая наша страна. Могучая воля, великая слава – Твоё достоянье на все времена! Припев: Славься, Отечество наше свободное, Братских народов союз вековой, Предками данная мудрость народная! Славься, страна! Мы гордимся тобой! От южных морей до полярного края Раскинулись наши леса и поля. Одна ты на свете! Одна ты такая – Хранимая Богом родная земля! Припев Широкий простор для мечты и для жизни Грядущие нам открывают года. Нам силу даёт наша верность Отчизне. Так было, так есть и так будет всегда! Припев | Rossia – sveaștennaia nașa derjava, Rossia – liubimaia nașa strana. Moguceaia volia, velikaia slava – Tvoio dostoianĭe na vse vremena! Pripev: Slavĭsea, Otecestvo nașe svobodnoie, Brațkih narodov soiuz vekovoi, Predkami dannaia mudrostĭ narodnaia! Slavĭsea, strana! Mî gordimsia toboi! Ot iujnîh morei do polearnovo kraia Raskinulisĭ nașî lesa i polia. Odna tî na svete! Odna tî takaia – Hranimaia Bogom rodnaia zemlia! Pripev Șirokii prostor dlia mecitî i dlia jizni Griaduștie nam otkrîvaiut goda. Nam silu daiot nașa vernostĭ Otcizne. Tak bîlo, tak iestĭ i tak budet vsegda! Pripev | Rusia – statul nostru sacru, Rusia – țara noastră iubită. Voință puternică, glorie vestită Vor rămâne agoniseala ta în veci! Refren: Lăudată fie patria noastră liberă, Uniune durabilă a popoarelor frățești, Înțelepciune a poporului dată de strămoși! Slăvită fii, țară! Suntem mândri de tine! De la mările din sud până la cercul polar Se întind pădurile și pământurile (câmpurile) noastre. Ești unică in lume! Ești acea unică Patrie, apărată de Dumnezeu! Refren Spații mari pentru vise și viață Ne promit viitorii ani. Încrederea în patrie ne dă putere. Așa a fost, așa este și așa va fi mereu! Refren |